# Cheer
《CHEER》是台灣創作歌手陳綺貞的精選輯，於2005年3月29日由滾石唱片推出。專輯分為限量精裝版和普通版，其中精裝版的包裝採用與精裝書類似的翻頁設計，並且附贈歷年音樂錄影帶和演唱會影片的VCD。

## 曲目
1. 九份的咖啡店 - 4:50
2. 雨天的尾巴 (滬尾小情歌) - 3:33
3. 讓我想一想 - 3:44
4. 還是會寂寞 - 4:28
5. 躺在你的衣櫃-Guitar - 5:03
6. 吉他手 - 3:00
7. 告訴我 - 5:07
8. 會不會 - 4:17
9. 太聰明 - 4:19
10. 小步舞曲 - 4:17
11. 孩子 - 3:32
12. 慢歌3 - 4:14
13. 嫉妒 - 4:24
14. 溫室花朵 - 4:47
15. 就算全世界與我為敵 - 4:48

### 精裝版VCD
1. 吉他手演唱會精華 - 20:00
2. 九份的咖啡店 MV - 4:50
3. 雨天的尾巴（滬尾小情歌）MV -3:33
4. 躺在你的衣櫃 MV -5:03
5. 還是會寂寞 MV - 4:28